# Manthelon

Manthelon este o comună în departamentul Eure, Franța. În 2015 avea o populație de 354 de locuitori.